# Västernäs, Österåkers kommun
Västernäs är en småort i Österåkers kommun i Stockholms län, belägen mitt på Ljusterö. Området har tidigare benämnt Marum.